# Gaëtan Bernoville
Gaëtan Bernoville (né Marie-Joseph-Gaétan Bernoville le 6 novembre 1889 à Saint-Jean-de-Luz et mort le 11 janvier 1960 à Paris 5e) est un journaliste et écrivain catholique français, connu d'avoir été, avec Robert Vallery-Radot, un des animateurs les plus actifs de la « Renaissance littéraire catholique en France » des années 1920. Il est le fondateur de la revue Les Lettres (1913-1931) et de la Semaine des écrivains catholiques (1921-1927), et directeur de la collection L'Église et le temps présent.

## Biographie

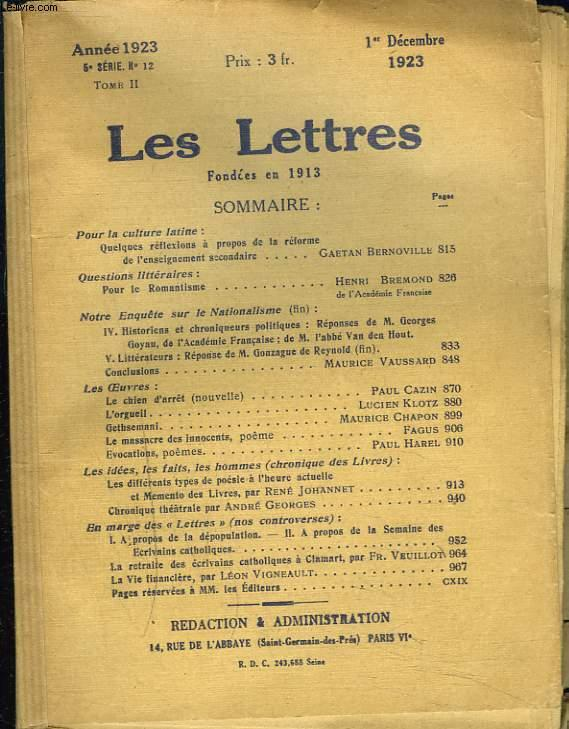
Les Lettres du 1er décembre 1923.

Gaëtan Bernoville est le fils de l'intellectuel Raphaël Edgar Bernoville, originaire de Saint-Quentin, auteur de Dix jours en Palmyrène et La Souanétie libre. Épisode d'un voyage à la chaine centrale du Caucase et d'Isabel Ortiz de Urruele, descendante d'une famille noble espagnole. Gaëtan étudie au séminaire des Sulpiciens d’Issy-les-Moulineaux, puis au séminaire français de Rome, mais il abandonne cette étude à la mort de son père en 1907.
Avec l'argent de sa mère, il ouvre une librairie au Quartier Latin et fonde en 1913 la revue Les Lettres (nom complet : Les Lettres : religion, sociologie, philosophie, histoire, littérature, art), qui, interrompu par la guerre de 1914-1918, existera jusqu'en 1931 et qui regroupe des écrivains catholiques militants. Plusieurs collaborateurs de la Revue universelle et de la Revue critique contribuent aussi à la revue Les Lettres: Jacques Maritain, René Johannet, Louis Martin-Chauffier, Henri Rambaud, Maurice Brillant.
Bernoville, en tant que directeur des Lettres, organise des soirées littéraires auxquelles participent des jeunes comme Auguste Viatte. Il fait en 1920 appel à un rassemblement d’intellectuels catholiques et organise ensuite de 1921 à 1927 la conférence annuelle Semaine des écrivains catholiques,. Aussi pour Les Lettres, il prend l'initiative d'enquêtes, parmi lesquelles l'Enquête sur le Nationalisme par Maurice Vaussard en 1923. La revue Les Lettres cesse sa parution en 1931.
Gaëtan Bernoville, qui est connu surtout comme animateur de la Renaissance littéraire catholique en France dans les années 1920, est aussi un spécialiste d'histoire réligieuse, auteur de la série Itinéraire spirituel de la France (20 volumes) et directeur de la collection L'Église et le temps présent. Il a également écrit des livres sur son pays natal le Pays Basque et dirigé la Collection Gens et Pays de chez nous.
Louis Chaigne, qui a été secrétaire des Lettres de 1925 à 1929 et pendant 40 ans ami de Bernoville, donne dans son journal une description de sa personnalité.
Inhumé au cimetière parisien de Bagneux, sa tombe fut relevée en 2005.

## Œuvres
Une sélection de ses livres 
- 1922 : Sur la paix religieuse (avec Georges Guy-Grand et Albert Vincent), Grasset.
- 1926 : Sainte Thérèse de l'Enfant Jésus, Grasset.
- 1928 : La Croix du sang, histoire du curé Santa-Cruz, Grasset.
- 1930 : Le Pays des Basques : Types et coutumes, Gigord.
- 1931 : Pellevoisin : le village de la Vierge,
- 1932 : L'enfant qui a dit 'oui' : Guy de Fontgalland, Grasset.
- 1934 : La Bataille du livre, pour la victoire du livre catholique, éditions du foyer.
- 1934 : Les Jésuites, Grasset. [lire en ligne]
- 1936 : Un saint basque, le bienheureux Michel Garicoïts, Gigord.
- 1937 : La société des Auxiliatrices des âmes du purgatoire, Grasset.
- 1942 : (sous pseudo Gaston Bernouille : ) Anne-Marie Javouhey, fondatrice des Sœurs de St. Joseph de Cluny. (Une gloire de la France missionnaire.), Grasset.
- 1944: Saint Jean-Baptiste de La Salle, fondateur des Frères des Écoles Chrétiennes, Éditions Alsatia.
- 1944 : L'épopée des Lucs et les Saints Innocents de la Vendée. Paris.
- 1944 : Le père Pernet fondateur des Petites Sœurs de l'Assomption, Grasset.
- 1946 : Grignion de Montfort apôtre de l'école et les Frères de Saint-Gabriel, Albin Michel.
- 1947 : Sainte Angele Merici les ursulines de France et l'union romaine,
- 1948 : Les religieuses de l'Assomption (I) - La fondatrice : Eugénie Milleret (Mère M. Eugénie de Jésus), Grasset
- 1950 : L’épopée missionnaire d’Éthiopie. Monseigneur Jarosseau et la Mission des Gallas, Albin Michel.
- 1950 : Un précurseur de saint Jean-Baptiste de La Salle: Nicolas Roland, fondateur de la Congrégation du Saint Enfant Jésus de Reims, Éditions Alsatia.
- 1950 : Sainte Marie-Euphrasie Pelletier, fondatrice de la Congrégation de Notre-Dame de Charité du Bon Pasteur d'Angers, Éditions Alsatia.
- 1951 : Madame Carré de Malberg : fondatrice de la Société des filles de saint François de Salles, Grasset [lire en ligne]
- 1951 : Édouard et Élise Cestac ou l’émulation mystique, Grasset.
- 1951 : Les religieuses de l'Assomption (II) - L'œuvre et l'esprit, histoire d'un siècle, Grasset
- 1952 : Basile Moreau et la Congrégation de Sainte-Croix, Grasset.
- 1953 : Un prêtre de chez nous : Pierre Bonhomme, fondateur de la Congrégation des réligieuses de Notre-Dame du Calvaire, Grasset
- 1954 : Une fondation sous la Terreur René Berrault et Anne de La Girouardière, Fondateurs de l'Institut des Filles du Sacré-Cœur de Marie, 1728-1794 - 1740-1827, Grasset.
- 1955: Terre de Vendée: Les Soeurs de Mormaison, Congrégation des Religieuses des Sacrés-Cœurs, Grasset.
- 1956 : Le cloître dans le monde : Anne de Xainctonge, fondatrice de la Compagnie de Sainte Ursule, 1567-1621, Grasset.
- 1957 : Emmanuel d'Alzon, 1810-1880, un promoteur de la renaissance catholique au XIXe siècle, Grasset.
- 1957 : Les Soeurs de Rillé, Congrégation des religieuses adoratrices de la justice de Dieu. Terre de Bretagne., Grasset
- 1959 : Émilie de Rodat. La sainte du Rouergue. Fondatrice de la Sainte-Famille., Grasset.

## Honneurs
- Gaëtan Bernoville est lauréat de deux prix de l'Académie Française : Le Prix Broquette-Gonin de littérature en 1948 et le Prix Gustave Le Métais-Larivière en 1950 pour l'ensemble de son œuvre[11].
- La ville de Saint-Jean-de-Luz a nommé l’avenue Gaëtan Bernoville (autrefois rue Gaëtan de Bernoville) en son honneur.